# Anna Björk (producent)
Anna Elin Maria Björk, tidigare Pontén, men ursprungligen Hedlund, född 15 mars 1965 i Luleå domkyrkoförsamling i Norrbottens län, är en svensk filmproducent.
Hon var 1989–2000 gift med skådespelaren Mats Pontén (född 1955), son till kirurgen Bengt Pontén, och är nu sambo med filmfotografen Dan Jåma (född 1953).

## Filmografi i urval

### Som producent
- 2001 – Iskungen
- 2001 – En strimma dag (TV)
- 2006 – Dobbel salto (TV)
- 2010 – Rare Exports: A Christmas Tale
- 2011 – Någon annanstans i Sverige

### Som produktionsledare
- 2011 – Någon annanstans i Sverige
- 2013 – Eskil och Trinidad
- 2014 – Krakel Spektakel